# Sikträsket (Arvidsjaurs socken, Lappland, 727603-167636)
Sikträsket är en sjö i Arvidsjaurs kommun i Lappland och ingår i Byskeälvens huvudavrinningsområde. Sjön har en area på 0,335 kvadratkilometer och ligger 342,9 meter över havet. Sikträsket ligger i Byskeälven Natura 2000-område. Sjön avvattnas av vattendraget Kilisån (Sikån).

## Delavrinningsområde
Sikträsket ingår i det delavrinningsområde (727781-167498) som SMHI kallar för Inloppet i Pjesker. Medelhöjden är 374 meter över havet och ytan är 18,32 kvadratkilometer. Räknas de 2 avrinningsområdena uppströms in blir den ackumulerade arean 81,7 kvadratkilometer. Kilisån (Sikån) som avvattnar avrinningsområdet har biflödesordning 2, vilket innebär att vattnet flödar genom totalt 2 vattendrag innan det når havet efter 143 kilometer. Avrinningsområdet består mestadels av skog (64 procent) och sankmarker (24 procent). Avrinningsområdet har 0,34 kvadratkilometer vattenytor vilket ger det en sjöprocent på 1,8 procent.